# Wailea
Wailea est une census-designated place de l'État d'Hawaï dans le comté de Maui, aux États-Unis. En 2010, la population était de 5 938 habitants.

## Démographie
| Groupe            | Wailea | Hawaï | États-Unis |
| ----------------- | ------ | ----- | ---------- |
| Blancs            | 78,1   | 24,7  | 72,4       |
| Asiatiques        | 8,8    | 38,6  | 4,8        |
| Métis             | 8,1    | 23,6  | 2,9        |
| Océaniens         | 2,0    | 10,0  | 0,2        |
| Autres            | 2,0    | 1,3   | 6,2        |
| Afro-Américains   | 0,7    | 1,6   | 12,6       |
| Amérindiens       | 0,4    | 0,3   | 0,9        |
| Total             | 100    | 100   | 100        |
|                   |        |       |            |
| Latino-Américains | 6,9    | 8,9   | 16,7       |

Selon l'American Community Survey, pour la période 2011-2015, 90,0 % de la population âgée de plus de 5 ans déclare parler l'anglais à la maison, 24,67 % déclare parler le japonais, 1,97 % une langue polynésienne, 1,07 % l'espagnol, 0,96 % l'allemand, 0,77 % le français, 0,62 % une langue chinoise, 0,62 % l'italien et 1,63 % une autre langue.
| 2000  | 2010  | - | - | - | - |
| ----- | ----- | - | - | - | - |
| 4 210 | 5 938 | - | - | - | - |